# Duster
Duster és un grup estatunidenc d'indie rock format a San José el 1996. La seva música també ha estat descrita com a slowcore, space rock i lo-fi. Està format per Clay Parton, Canaan Dove Amber i, fins al 2022, Jason Albertini. També han utilitzat el nom Valium Aggelein.

## Història

### 1996-1998: Formació iStratosphere
Després de diversos llançaments el 1996 i el 1997, com ara l'EP Transmission, Flux, l'àlbum debut de Duster, Stratosphere, va ser publicat el 24 de febrer del 1998. Durant els anys següents i fins a l'actualitat, el disc (juntament amb el grup en si mateix) ha desenvolupat un cert seguiment de culte, en part gràcies a Internet, i ha acabat sent un dels més coneguts de l'indie dels anys 90.

### 1999-2001:Contemporary Movementi dissolució
El 1999 van publicar l'EP 1975. El seu segon àlbum, Contemporary Movement, va arribar l'any 2000. Aquest inclou una de les cançons més populars del grup, «Me and the Birds», el qual va comptar amb un vídeo musical. El 2001, el grup es va dissoldre i va romandre inactiu durant més de 15 anys.

### 2019-2024: Reunió i nous àlbums
El 2018, Duster van anunciar a Instagram que estaven "grabant una miqueta". Poc després, van retornar als escenaris. A principis de 2019, van llançar Capsule Losing Contact, un àlbum compilatori que incloia tota la discografia del grup fins al moment, a més de material fins llavors no publicat. Aquell mateix any, el seu primer àlbum d'estudi en gairebé dues dècades, titulat Duster, va ser publicat.
A principis del 2022, el grup va publicar sense previ avís el seu quart àlbum d'estudi, Together. Posteriorment, Albertini va deixar el grup. Tot i així, el grup va continuar donant concerts. Al maig de 2024, Duster va tocar al Primavera Sound de Barcelona. El 30 d'agost va publicar un nou àlbum, també sense previ avís, titulat In Dreams.

## Membres
- Clay Parton: instruments diversos, producció (1996-2001, 2018-present)
- Canaan Dove Amber: instruments diversos, producció (1996-2001, 2018-present)
- Jason Albertini: bateria, producció (1998-2001, 2018-2022)

## Discografia

### Àlbums d'estudi
- Stratosphere (1998)
- Contemporary Movement (2000)
- Duster (2019)
- Together (2022)
- In Dreams (2024)

### EPs
- Transmission, Flux (1997)
- Apex, Trance-Like (1998)
- 1975 (1999)

### Compilacions
- Capsule Losing Contact (2019)
- Black Moon (com a Valium Aggelein) (2020)